# Ider
För andra betydelser, se Ider (olika betydelser).
Ider (eller Iderijn Gol) är ett 452 kilometer långt vattendrag i Mongoliet, från källorna i Changajbergen och till dess att den rinner samman med Tjuluut en bit norr om Changaj och blir Selenga. Det finns ett distrikt med samma namn vid floden.